# Corinne Leclair
Corinne Leclair (ur. 24 czerwca 1970) – maurytyjska pływaczka, olimpijka.

## Życiorys
Treningi pływackie rozpoczęła w wieku 11 lat. Wzięła udział w igrzyskach wysp Oceanu Indyjskiego w 1985 roku. W 1990 roku zdobyła na tych zawodach sześć złotych i jeden brązowy medal. Indywidualnie wygrała w stylu dowolnym na dystansach 100 m, 200 m, 400 m i 800 m, zaś pozostałe dwa złota osiągnęła w sztafetach 4 × 100 m stylem dowolnym i 4 × 100 m stylem zmiennym. W tym samym roku była mistrzynią Afryki w jednej z konkurencji, a w 1991 roku zdobyła złoto igrzysk afrykańskich w wyścigu na 200 m stylem dowolnym. W 1993 roku wygrała wyścig na 200 m stylem dowolnym podczas igrzysk wysp Oceanu Indyjskiego.
Wystąpiła na Letnich Igrzyskach Olimpijskich 1992, podczas których wystartowała w czterech konkurencjach. Zajęła 44. miejsce na 100 m stylem dowolnym (1:00,95), 35. miejsce na 200 m stylem dowolnym (2:12,55), 33. miejsce na 400 m stylem dowolnym (4:43,53) i 13. miejsce w sztafecie 4 × 100 m stylem dowolnym (4:09,96) – w swoim zespole osiągnęła najlepszy czas (1:00,99).
W 1990 i 1991 roku została zwyciężczynią plebiscytu na najlepszą sportsmenkę Mauritiusa. Była wielokrotną rekordzistką kraju. Ostatnie starty w zawodach odnotowała w 1993 roku.
W 2013 roku poślubiła Amerykanina Todda Bucholza. Zamieszkała w Stanach Zjednoczonych, gdzie została m.in. instruktorką pływania.